# Ōkunoshima
Ōkunoshima (大久野島) est une petite île située dans la mer intérieure du Japon faisant partie de la ville de Takehara (préfecture d'Hiroshima). Elle est accessible en ferry depuis Tadanoumi et Ōmishima. Sur cette île se trouvent des terrains de camping, des pistes de randonnée et des lieux d'intérêt historique. Elle est souvent appelée « île des Lapins » (ウサギ島, Usagi shima) à cause du nombre de lapins sauvages qui s'y trouvent. Ceux-ci sont apprivoisés et approchent facilement les humains. Malgré sa taille, l'île a joué un rôle clé pendant la Seconde Guerre mondiale, car elle possédait une usine secrète de production d'agents chimiques pour armes chimiques, qui a alimenté en grande partie la guerre chimique qui s'est déroulée en Chine.

## Histoire

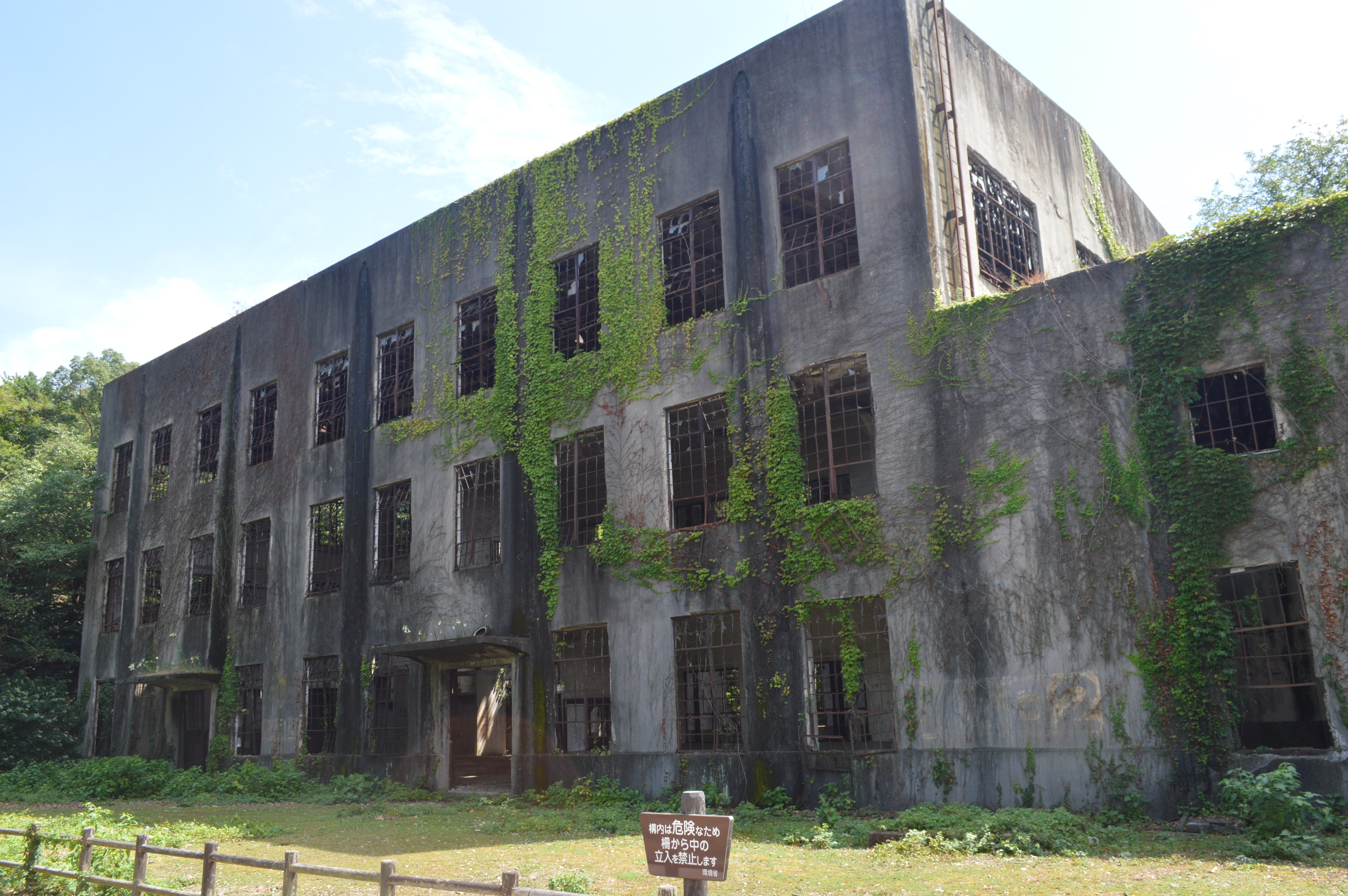
Les ruines de l'usine de production de gaz de combat (et la centrale électrique qui l'alimentait) font aujourd'hui l'objet de visites (ici en 2007).

L'île était une zone de terres cultivée avant la première guerre sino-japonaise lorsque dix forts ont été construits pour la protéger. Seules trois familles de pêcheurs y vivaient alors.
En 1925, l'institut de science et techniques de l'armée impériale du Japon a lancé un programme secret pour développer des munitions chimiques, basé sur des recherches montrant que les États-Unis et l'Europe produisaient déjà de telles armes. 
Le Japon était signataire de la convention de Genève de 1925 qui bannissait l'usage de la guerre chimique. Bien que le développement et le stockage d'armes chimiques ne fussent pas interdits, le pays mobilisa de grands moyens pour maintenir secrète la construction d'usines de munitions chimiques commencée en 1929, allant jusqu'à effacer toute trace de l'île sur certaines cartes. L'usine est construite de 1927 à 1929 ; elle comprenait un atelier d'armes chimiques qui a produit plus de six kilotonnes de gaz moutarde et de gaz lacrymogène.
L'île a été choisie pour son isolement, propice à plus de sécurité, et pour son éloignement de Tokyo et d'autre zones sensibles en cas d'accident. Sous la juridiction de l'armée du Japon, une usine de conditionnement de poisson a été transformée en unité de production de gaz toxique. Les riverains et les employés potentiels n'ont pas été prévenus de ce changement et tout a été gardé secret. Les conditions de travail étaient harassantes et de nombreuses personnes ont souffert de maladies liées à l'exposition aux produits toxiques.
Avec la fin de la guerre, les documents concernant l'usine sont supposés avoir été brûlés. L'armée australienne a été chargé de l'assainissement de l’usine de gaz chimiques, et les forces alliées d'occupation ont fait disparaître les gaz, soit en les relâchant dans l'air, les brûlant, les enterrant, ou en les immergeant en mer, tout en sommant la population de garder le silence à propos du projet. 
On se rendra compte que l'Ypérite est aussi une substance cancérigène; après guerre, dès lors que plusieurs milliers d'ouvriers de l'usine de l’île d’Ōkunoshima aient été exposés à l'Ypérite, beaucoup de ces anciens travailleurs sont morts d'un cancer généralisé et/ou ont été victimes de troubles respiratoires après la guerre. Parfois présentés comme des martyrs de l'industrie chimique et de la guerre chimique, « leur statut d’agresseur et de victime fut l’objet d’un long combat à l’échelle du département pour obtenir des soins, alors que le nom de Hiroshima sonnait à lui seul comme la quintessence de la souffrance et de l’expérience des armes de destruction massive ».
Plusieurs dizaines d'années plus tard, des victimes survivantes de l'usine ont reçu des aides du gouvernement pour recevoir un traitement médical. 
En 1988, le musée du gaz toxique d'Ōkunoshima a ouvert. Ōkunoshima est rapidement devenu un lieu de Tourisme mémoriel.

## Présent

### L'invasion des lapins
La population de lapins est particulièrement importante sur cette île, des centaines de lapins y pullulent. Les lapins pourraient être des descendants des lapins cobayes de l'usine de gaz toxiques de l'île, ou des lapins libérés sur l'île par des écoliers en 1970[réf. nécessaire]. Les adultes n'ayant pas de prédateurs naturels sur l'île, et en raison de leur taux de reproduction notoire, la population de lapins a naturellement explosé.

### Le musée du Gaz toxique

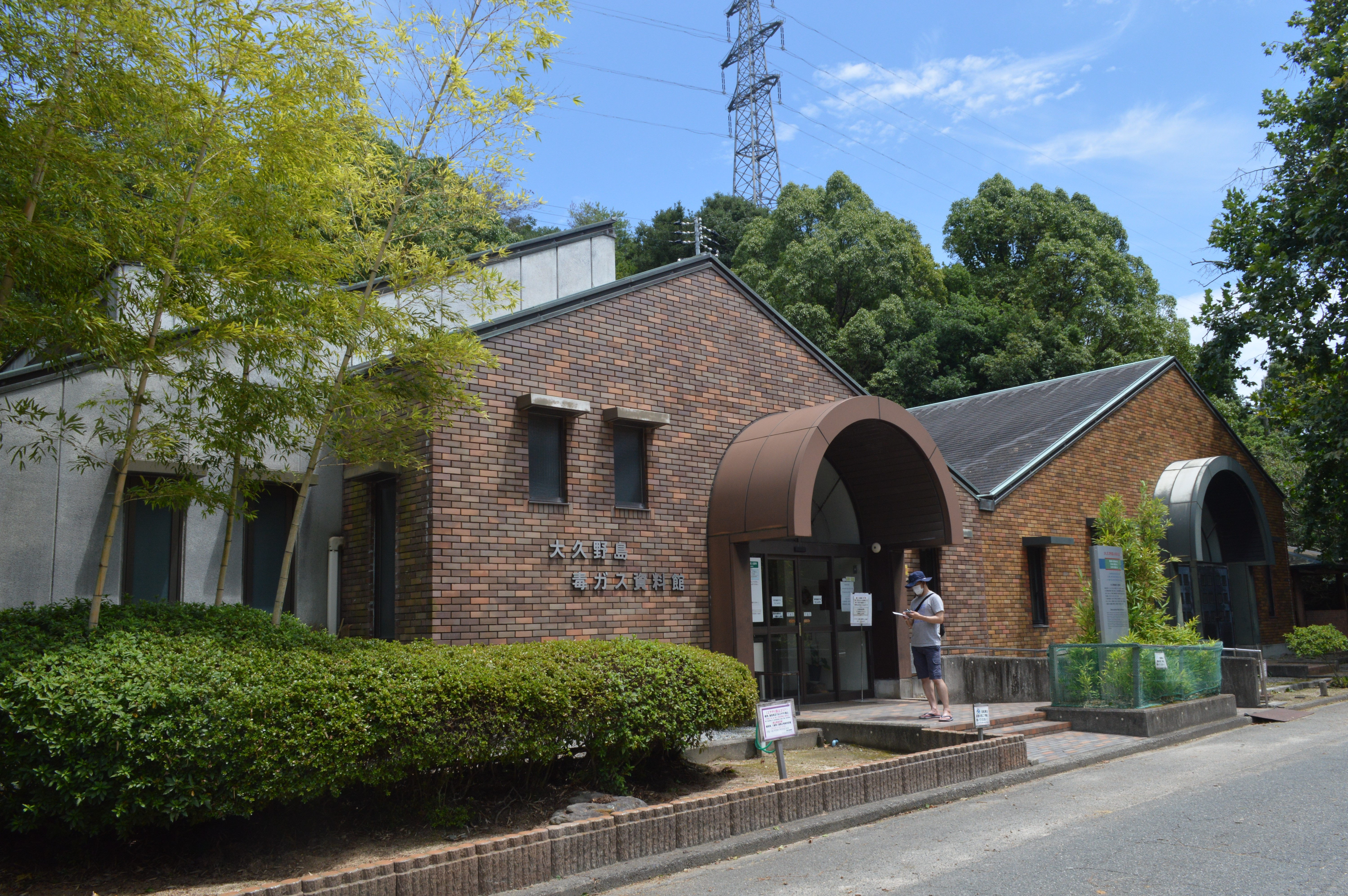
Le musée du Gaz Toxique.

Le musée du Gaz Toxique a été inauguré en 1988 pour sensibiliser le public au rôle de l'île dans la seconde guerre mondiale.

### Autres bâtiments et infrastructures
Il y a un hôtel, un camping et un petit terrain de golf à six trous.

## Accès
Le meilleur moyen d'atteindre Ōkunoshima depuis le continent est de prendre la ligne Shinkansen Sanyō jusqu'à la gare de Mihara (le Nozomi ne s'y arrête pas) ; à Mihara, prendre la ligne locale Kure jusqu'à Tadanoumi, puis marcher jusqu'au terminal et prendre un ferry (la traversée dure douze minutes).